# 詩編46

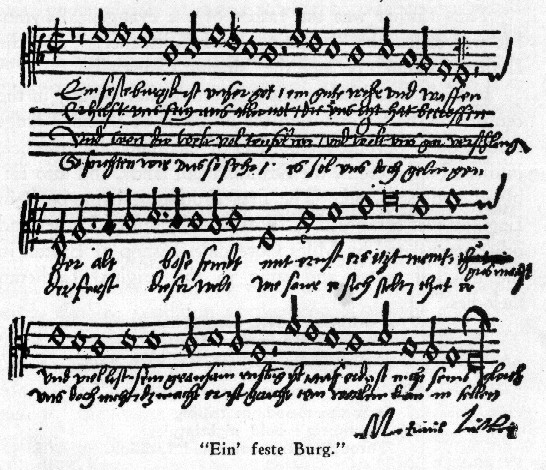
ルターの自筆「神はわが砦」楽譜（1527年-1529年）

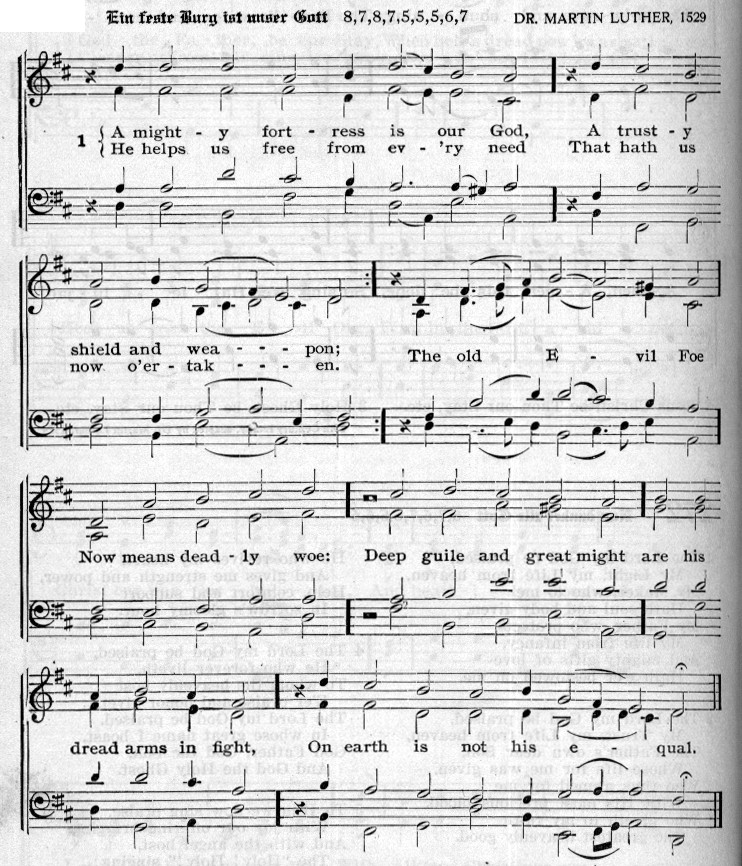
ルターの「神はわが砦」の英語版

詩編46（しへんよんじゅうろく、または詩篇46篇、正教会訳で第四十五聖詠）は『旧約聖書』（ユダヤ教聖書）の『詩編』の第46目の詩で、神は困難な時の避難所であることを感謝、賛美している。 
日本語では、本文（第2節）は「神はわたしたちの避けどころ、」（新共同訳聖書）、「神はわれらの避け所、また力。」（新改訳聖書）、「神は我等の避所なり、」（聖詠経）で始まる。

## テーマ
この詩は神は困難な時の避難所であることを感謝、賛美している。

## 本文
<<詩篇(口語訳)より>>
聖歌隊の指揮者によって女の声のしらべにあわせてうたわせたコラの子の歌

1. 神はわれらの避け所また力である。／悩める時のいと近き助けである。

2. このゆえに、たとい地は変り、／山は海の真中に移るとも、われらは恐れない。

3. たといその水は鳴りとどろき、あわだつとも、／そのさわぎによって山は震え動くとも、／われらは恐れない。〔セラ

4. 一つの川がある。／その流れは神の都を喜ばせ、／いと高き者の聖なるすまいを喜ばせる。

5. 神がその中におられるので、都はゆるがない。／神は朝はやく、これを助けられる。

6. もろもろの民は騒ぎたち、もろもろの国は揺れ動く、／神がその声を出されると地は溶ける。

7. 万軍の主はわれらと共におられる、／ヤコブの神はわれらの避け所である。〔セラ

8. 来て、主のみわざを見よ、／主は驚くべきことを地に行われた。

9. 主は地のはてまでも戦いをやめさせ、／弓を折り、やりを断ち、戦車を火で焼かれる。

10. 「静まって、わたしこそ神であることを知れ。／わたしはもろもろの国民のうちにあがめられ、／全地にあがめられる」。

11. 万軍の主はわれらと共におられる、／ヤコブの神はわれらの避け所である。〔セラ
<<聖詠経：第六「カフィズマ」　第四十五聖詠より>>
1. 伶長に「アラモフ」の楽器を以て歌はしむ。コレイの諸子の歌。

2. 神は我等の避所（かくれが）なり、能力（ちから）なり、患難の時には速（すみやか）なる佑助（たすけ）なり、

3. 故に地は動き、山は海の心（こころ）に移るとも、我等懼（おそ）れざらん。

4. 其水は號（な）り激（さかま）くべし、其濤（そのなみ）たつに依りて山は震（ふる）ふべし。

5. 河の流（ながれ）は神の邑（まち）、至上者の聖なる住所（すまひ）を楽ましむ。

6. 神は其中（そのうち）に在り、其れ撼（うご）かざらん、神は早朝より之を佑（たす）けん。

7. 諸民は騒ぎ、諸国は撼（うご）けり。至上者一たび聲（こえ）を出（いだ）せば地は融（と）けたり。

8. 萬軍の主は我等と偕にす、イアコフの神は我等を護る者なり。

9. 来（きた）りて主の爲しし事、其の地に行ひし掃滅（ほろぼし）を視よ、

10. 彼は地の極（はて）まで戦（たたかひ）を息（や）めて、弓を折り、矛（ほこ）を折（くじ）き、火を以て兵車（いくさぐるま）を焚（や）けり。

11. 爾等止（とどま）りて、我の神なるを識（し）れ、我諸民の中（うち）に崇められ、地上に崇められん。

12. 萬軍の主は我等と偕にす、イアコフの神は我等を護る者なり。

光榮讃詞
（）

## その他
この詩はユダヤ教、カトリック、プロテスタント教会、正教会でよく使われている。また、様々に楽曲となっていて、その中で宗教改革者のマルティン・ルターが「神はわが砦」（ドイツ語: Ein feste Burg ist unser Gott）を作っていて、後にこれを基にヨハン・ゼバスティアン・バッハもカンタータ80番『われらが神は堅き砦』を作曲している。

## 参照項目
- 詩編
- 神はわがやぐら